# 昴宿增九
昴宿增九（/səˈliːnoʊ/），也稱為金牛座16，是位於星座金牛座的一顆恆星，它是疏散星團M45，昴宿星團的成員。

## 性質
昴宿增九是一顆藍白色的B型次巨星，視星等為+5.45。它距離太陽約430光年；與昴宿星團的距離差不多。這顆恆星的星際消光值相當小，只有0.05星等。赤道的投影旋轉速度為185 km/s。它的半徑是太陽半徑的四倍多，表面溫度為12,800 K。

## 命名
昴宿增九在佛蘭斯蒂德命名法中的名稱是金牛座16。
它有一個傳統的名字「刻萊諾」（Celaeno或Celeno），被亞歷山大的席恩稱為「失落的昴宿星」。昴宿增九是希臘神話中的普勒阿得斯七姐妹之一。2016年，國際天文學聯合會組織了一個恆星名稱工作組（WGSN）對恆星的專有名稱進行編目和標準化。WGSN於2016年8月21日確認與核定這顆恆星的名稱為「Celaeno 」（刻萊諾），並列入國際天文學聯合會的恆星名稱目錄中。
昴宿增九在清代的星表《仪象考成》增补入西方白虎七宿中昴宿昴星官第九星，这也是昴宿增九名字的来由。

### 同名物
美國海軍的一艘巨爵座级貨運船USS Celeno (AK-76)以這顆恆星的名字命名。